# Música avantguardista
La música avantguardista és aquella música que aposta per introduir experimentació o innovació en el seu gènere. El terme «avantguardista» fa referència a la voluntat de criticar les convencions i tradicions estètiques, de rebutjar l'statu quo en favor d'elements únics o originals i la idea d'alienar o desafiar deliberadament el públic.
La música avantguardista es pot distingir de la música experimental perquè la primera adopta una posició extrema dins d'una certa tradició, mentre que l'experimental se situa directament fora dels límits de la tradició. Des d'un punt de vista històric, alguns musicòlegs utilitzen el concepte de «música avantguardista» per definir les composicions radicals que succeïren la mort d'Anton Webern el 1945, encara que d'altres discrepen. Segons Ryan Minor el punt de partida de l'avantguardisme musical fou Richard Wagner, mentre que Edward Lowinsky el situa a Josquin des Prez. El terme també pot utilitzar-se per definir qualsevol tendència de música modernista posterior al 1945 que no es pugui definir com a música experimental, encara que de vegades s'hi inclouen algunes branques de la música experimental que rebutgen la tonalitat. Un exemple sovint citat de música avantguardista és 4′33″ (1952) de John Cage, una peça que instrueix a l'instrumentista o instrumentistes de guardar silenci durant tota l'obra.
Encara que hi ha música modernista que també és avantguardista, es poden distingir les dues categories. Segons l'estudiós Larry Sitsky, l'objectiu de la música avantguardista és necessàriament fer una crítica política, social i cultural que desafiï els valors artístics i culturals, provocant o incitant a les masses; d'aquesta manera, les obres primerenques d'Igor Stravinsky, Richard Strauss, Arnold Schoenberg, Anton Webern, George Antheil i Claude Debussy podrien considerar-se avantguardistes, mentre que les més tardanes no encaixarien amb la definició. D'altra banda, els modernistes posteriors a la Segona Guerra Mundial, com ara Milton Babbitt, Luciano Berio, Elliott Carter, György Ligeti i Witold Lutosławski, no conceberen la seva música amb el propòsit de provocar. Els compositors John Cage i Hary Partch, en canvi, sí que romangueren avantguardistes durant les seves respectives carreres.